# IC 636
IC 636 је спирална галаксија у сазвјежђу Секстант која се налази на листи објеката дубоког неба у Индекс каталогу.
Деклинација објекта је + 4° 19' 51" а ректасцензија 10h 41m 50,6s. Привидна величина (магнитуда) објекта IC 636 износи 14,2 а фотографска магнитуда 15,0. IC 636 је још познат и под ознакама UGC 5824, MCG 1-27-28, CGCG 37-121, PGC 31867.